# 呉相稙
呉 相稙（オ・サンジク、朝鮮語: 오상직/吳相稙、1925年4月18日 - 1992年12月31日）は、大韓民国の政治家。第5・6代韓国国会議員、大韓生命保険協会会長を歴任した。

## 経歴
日本統治時代の慶尚北道義城郡出身。ソウル大学校商科大学卒。在学中に左翼の学生運動に参加した。副統領金性洙の秘書官、民主党中央常務委員・青年部次長、新民党組織部次長、民主共和党慶尚北道第10地区党委員長、大韓生命保険協会会長などを務めた。
1992年12月31日、高麗大安岩洞病院で持病により死去。享年67。